# Quercus tarokoensis
Quercus tarokoensis — вид рослин з родини букових (Fagaceae), ендемік східного Тайваню.

## Опис
Це зазвичай кущ, але досягає 12 метрів заввишки. Кора від червонуватого до сіро-коричневого забарвлення. Гілочки стрункі, спершу сіро-коричневі запушені, стають голими, з буруватими сочевицями. Листки вічнозелені, вузькоовальні, шкірясті, 2–4 × 1.5–2.8 см; верхівка гостра до злегка загострена; основа більш-менш серцеподібна; край зубчастий на верхівкових 1/2–2/3; обидва боки безволосі, але іноді є зірчасті волоски вздовж середньої жилки зверху та знизу; ніжка коричнево вовниста, 3–5 мм. Період цвітіння: червень — липень. Жолуді яйцюваті або вузько-яйцюваті, 14–18 мм завдовжки й 8–10 мм ушир; чашечка вкриває від 1/4 до 1/2 горіха, у діаметрі 7 мм, заввишки 10–12 мм; дозрівають другого року у червні.

## Середовище проживання
Ендемік східного Тайваню. Росте на висотах від 400 до 1300 метрів на вапняних ґрунтах крутих схилів у вічнозелених лісах.